# Ellington Field Joint Reserve Base
La Ellington Field Joint Reserve Base (« base de réserve commune d'Ellington Field ») est une installation commune partagée par diverses unités militaires de d'active et de réserve, ainsi que par les opérations aériennes de la National Aeronautics and Space Administration (NASA) sous l'égide du Centre spatial Lyndon B. Johnson voisin.
L'unité hôte de l'installation est la 147th Attack Wing (147 ATKW) de la Texas Air National Guard.
Ouvert en 1917, Ellington Field était l'un des trente-deux camps d'entraînement de l'Air Service créés après l'entrée des États-Unis dans la Première Guerre mondiale.
Elle porte le nom du soldat Eric Ellington (en), un aviateur de l'armée américaine tué dans un accident d'avion à San Diego en 1913.